# Кеннет Старр
Кеннет «Кен» Вінстон Старр (англ. Kenneth "Ken" Winston Starr; 21 липня 1946 — 13 вересня 2022) — американський юрист і суддя, який як незалежний  радник написав звіт Старра, який став основою для імпічменту президента США Білла Клінтона. З 1994 по 1998 рік він очолював розслідування членів адміністрації Клінтона, відоме як Вайтвотерський скандал. Раніше Старр працював федеральним апеляційним суддею в Апеляційному суді округу Колумбія з 1983 по 1989 роки, а також Генеральним соліситором США з 1989 по 1993 роки під час президентства Джорджа Буша-старшого.

## Життєпис
Кеннет Вінстон Старр народився у Верноні, в північному Техасі 21 липня 1946 року в сім'ї  Вільяма Дуґласа та Венні. Кен був молодшим з трьох дітей. Його батько служив священником Церкви Христа у містечку Талія, а також працював перукарем. Перш ніж Кен закінчив початкову школу, його сім'я переїхала до Сан-Антоніо, Техас. У Сан-Антоніо Кен відвідував школу імені Сема Г'юстона, де він був президентом класу в свій перший і останній роки, а також членом шкільної асоціації Національне Почесне Товариство. В дитинстві Кен читав Біблію, що виховало у ньому любов до мови та літератури. У старшій школі один із вчителів заохочував Кенна читати Лева Толстого, для чого він відвідував публічну бібліотеку.
Після школи Кен вступив до Гардінґського коледжу (зараз — Гардінґський університет) — невеликого навчального закладу, який функціонував в місті Серсі, Арканзас, під егідою Церкви Христа, і де старший брат Кена Джері був викладачем. У Гардінському коледжі Кен продемонстрував академічну успішність, писав до студентської газети і обрався до студентської ради. В одній із своїх статей у студентській газеті, Кен критикував пріоритети витрат коледжу, за що йому дорікнув президент коледжу. Він також був залучений до діяльності молодіжного крила Демократичної партії США — Молодих Демократів. Крім того продавав Біблії по домівках, щоб заплатити за навчання у коледжі.
На другому курсі Кен перевівся до Університету Джорджа Вашингтона у Вашингтоні. Він згадував переведення до Університету Джорджа Вашингтона як шок, який він відчув, побачивши студентів, які протестували проти війни у В'єтнамі, яку він підтримував, хоча, як повідомляється, він завалив фізичну підготовку під час призову. Навчаючись в університеті, Кен працював помічником конгресмена Боба Прайса, який був членом Палати представників США від Техасу. У 1968 році Кен закінчив Університет Джорджа Вашингтона, де вивчав політологію, з відзнакою. Після Університету Джорджа Вашингтона Кен рік навчався у Браунському університеті, де в 1969 році здобув ступінь магістра політології. У 1970 році Старр одружився із Еліс Менделл.
Після Браунського університету Старр вирішує здобути юридичну освіту в Школі права Дюкського університету. Навчаючись у Дюкському університеті Старр був одним із редакторів студентського юридичного журналу, а також президентом Товариства з міжнародного права. У 1973 році Старр закінчив Школу права Дюкського університету з найвищою відзнакою. Після закінчення Школи права, Старр склав адвокатський іспит і став членом адвокатської колегії Каліфорнії. Після цього він переїхав до Маямі, де до 1974 року працював помічником федерального судді Апеляційного суду П'ятого округу Девіда В. Даєра. З 1974 до 1975 року Старр працював у лос-анджелеській юридичній фірмі Gibson Dunn & Crutcher, де одним із партнерів був Вільям Френч Сміт — друг президента США Рональда Рейгана, після чого прийняв пропозицію працювати помічником судді Верховного суду США Воррена Бергера. У 1977 році Старр повертається працювати до вашингтонського офісу Gibson Dunn & Crutcher, де він практикував корпоративне право.
У 1981 році, коли Вільям Френч Сміт став першим Генеральним прокурором президента США Рональда Рейгана, Старр залишив юридичну фірму, і, на запрошення Сміта, став радником та керівником апарату Сміта. Одним із завдань Старра в новій ролі радника та керівника апарату Генерального прокурора США було підготуватись до номінації Сандри Дей О'Коннор на посаду судді Верховного суду США та спостерігати за ухваленням її кандидатури у Сенаті США. Зокрема, він мав перевірити історію голосувань О'Коннор, коли та була членом законодавчого органу Арізони. Старр перевірив історію голосувань, і включив до неї голосування, які могли бути витлумачені як підтримка права на аборт.
13 вересня 1983 року Рональд Рейган номінував Старра на посаду судді федерального Апеляційного суду суду округу Колумбія. Сенат США ухвалив кандидатуру Старра 20 вересня 1983 року. 11 жовтня 1983 року, у віці 37-и років, Старр став наймолодшим суддею, призначеним до «другого найважливішого суду в державі».
Старр пропрацював федеральним суддею до 1989, коли він був призначений Генеральним соліситором США — юристом, який представляє уряд США у Верховному суді США. 20 травня 1989 року Сенат США ухвалив кандидатуру Старра на посаду Генерального соліситора США. Старр перебував на цій посаді до 20 січня 1993 року, і пішов з неї у зв'язку з обранням президентом США Білла Клінтона. Після цього Старр пішов працювати до вашингтонського офісу чиказької юридичної фірми Kirkland & Ellis. Незабаром після того, як Старр приєднався до Kirkland & Ellis суддя Окружного суду округу Колумбія Томас Пенфілд Джексон звернувся до нього з проханням розслідувати спір між сенатським Комітетом з Етики та сенатором Бобом Паквудом. Завданням Старра було з'ясувати, наскільки було можливим використати особисті щоденники та записи Паквуда у триваючому на той час розслідуванні обвинувачень Паквуда у протиправній сексуальній поведінці.
Коли Старр був партнером у юридичній фірмі Kirkland & Ellis, 5 серпня 1994 року колегія із трьох суддів призначила його Незалежним радником із завданням розслідувати чи президент США Білл Клінтон, перша леді США Гілларі Клінтон, а також інші особи, вчинили злочин, будучи причетними до невдалої операції з нерухомістю, відомою як Вайтвотер. Деякі демократи одразу ж виступили з критикою призначення Старра, вважаючи його занадто упередженим. По ходу виявлення нових фактів у розслідуванні, мандат Старра на розслідування розширювався: він також розслідував самогубство Вінса Фостера, юриста Білого дому та давнього друга Клінтонів; звільнення співробітників бюро подорожей Білого дому; та отримання конфіденційних досьє Федерального бюро розслідувань на посадових осіб-республіканців. Він також розслідував стосунки між Біллом Клінтоном та тодішньою стажеркою Білого дому Монікою Левінскі. Результатом розслідувань Старра став так званий звіт Старра, який став підставою для імпічмента Білла Клінтона.
У 2004 році Старр став деканом Школи права Університету Пеппердайн і залишався на цій посаді до 2010 року. У 2010 році Старр став президентом Бейлорського університету. Старр був президентом Бейлорського університету до 2016 року, коли університет усунув його з посади після того, як розслідування виявило, що коледж недбало розглядав звинувачення у сексуальному насильстві проти своїх футболістів. Стар залишився канцлером університету і викладачем права. Старр продовжував викладати право в Бейлорському університеті до 2022 року.
У січні 2020 року Старр став частиною команди юристів, яка захищала президента США Дональда Трампа в процедурі імпічменту. 13 вересня 2022 року Старр помер у лікарні у Х'юстоні, Техас, внаслідок післяопераційних ускладнень.

## Діяльність на посаді судді Апеляційного суду округу Колумбія

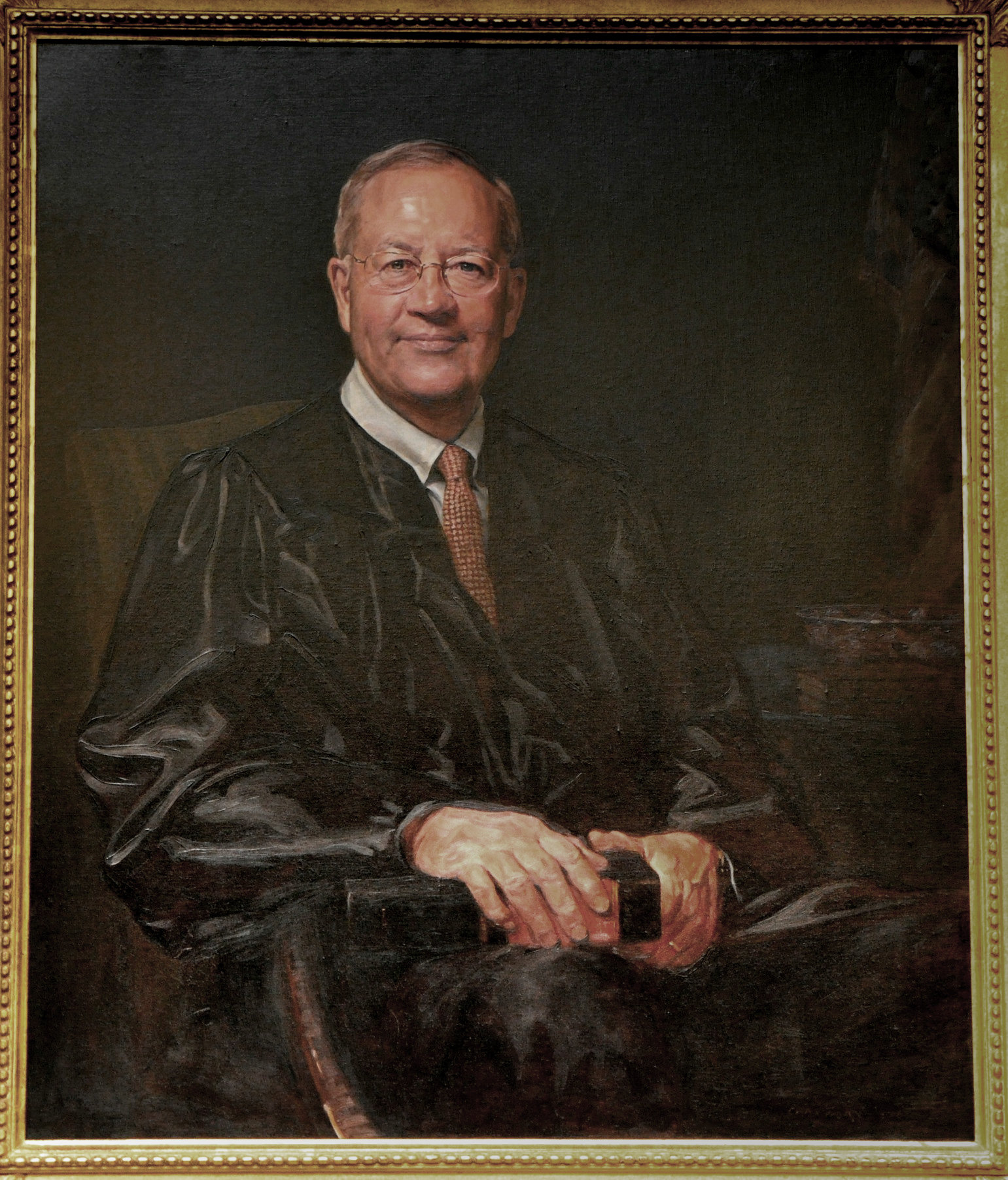
Портрет федерального судді Кена Старра

Коли Старр став суддею Апеляційного суду округу Колумбія, в суді були майже рівноцінно представлені консервативна (5 суддів) та ліберальна фракції (6 суддів), і Старр належав до консервативної фракції. У своїх судових рішеннях Старр дійсно в основному тримався консервативної ідеології.
Старр сповідував філософію обмеженої судової влади, відповідно до якої суддям не належить втручатись у формування політики обраними посадовцями, і відтак часто підтримував дії уряду США. У справі «Рамірес де Ареяно проти Вайнбергера» (англ. Ramirez de Arellano v. Weinberger) суд вирішував, чи підлягають розгляду в американському суді претензії громадянина США Раміреса  до Міністерства оборони США, які зводились до того, що Міністерство оборони США без дозволу та законних повноважень на його приватному ранчо у Гондурасі експлуатує великий військовий об'єкт для навчання сальвадорських солдат. По суті, Рамірес стверджував, що військовий центр, який фінансувався та контролювався США, окуповував його землю, знищуючи справу його життя та наражаючи його сім'ю та співробітників на небезпечні для життя умови. Суд вирішив, що претензії Раміреса можуть бути розглянуті в американському суді, а Старр не погодився з таким рішенням, і, спираючись на державну доктрину, відповідно до якої суди США не ухвалюють рішення щодо дій уряду іншої країни, вчинених на території такої країни, написав свою відмінну думку, в якій витлумачив присутність солдат на ранчо Раміреса як дію уряду Гондурасу. У своїй відмінній думці Старр підсумував: «[в]елика трагедія думки більшості полягає в тому, що вона не звертає уваги на реальну небезпеку для зовнішньої політики США, яку представляє це рішення суду».
У справі «Фонд юридичного захисту та освіти Національної асоціації сприяння прогресу кольорового населення проти Дівайна» (англ. NAACP Legal Defense & Educational Fund v. Devine) Старр не погодився із рішенням суду, яке постановляло, що рішення виключити Фонд юридичного захисту та освіти Національної асоціації сприяння прогресу кольорового населення із переліку організацій, що мали право в рамках благодійності просити кошти у федеральних службовців та військовослужбовців на їхніх робочих місцях, було незаконним. У своїй відмінній думці Старр зазначив, що, на відміну, від більшості суддів, він не вважає, що володіє експертними знаннями, які б дозволили йому дійти висновку, що урядове рішення є настільки відверто необґрунтованим, що заслуговує на судове скасування. Він також назвав рішення більшості абсолютно невиправданим.
Водночас Старр відхилявся від консервативної лінії, коли йшлося про свободу преси та свободу сповідувати релігію. У справі «Ґолдмен проти Міністра оборони» (англ. Goldman v. Secretary of Defense) Старр не погодився із більшістю суду, який постановив відмовити позивачу, чиї претензії до Міністра оборони США полягали в тому, що йому забороняли носити ярмулку, коли він служив у армії США, у розгляді його справи повною колегією суддів. У своїй відмінній думці Старр написав, що «рабська відданість свавільним правилам» є прямо протилежним тому, чого вимагає Конституція США, коли йдеться про пристосування до релігійних потреб. Він також зазначив, що не міг погодитись із порушенням свобод, які «збройні сили відважно захищали протягом двох століть історії країни».
У справі «Оллман проти Еванса» (англ. Ollman v. Evans), в якій розглядався позов про наклеп проти двох колумністів за їхню колонку в Washington Post, в якій вони називали позивача «марксистським професором», Старр написав думку від більшості суду, в якій зазначив, що колонка являла собою точку зору, а не ствердження фактів. Крім того, він відзначив, що колонка була продовженням американської традиції соціальної та політичної критики. Старр підсумував, що, таким чином, колонка захищена Першою поправкою до Конституції США, яка гарантує свободу преси та слова. Подібну позицію Старр також висловив у справі «Тавулареас проти Піро» (англ. Tavoulareas v. Piro), в якій Вільям Тавулареас, президент нафтової компанії Mobil Corporation, подав у суд на автора статті у Washington Post, у якій стверджувалось, що Тавулареас використав свій вплив як президента, щоб влаштувати свого сина партнером в транспортній компанії, бізнес якої включав багатомільйонний контракт з Mobil Corporation. Суд вирішив на користь автора статті. Думку від більшості написав Старр, в якій зазначив, що Перша поправка до Конституції США забороняє карати пресу за заохочення її репортерів викривати неправомірні дії публічних компаній та публічних осіб.

## Діяльність на посаді Генерального соліситора США
За час перебування на посаді Генерального соліситора США Старр виступав у Верховному суді США у 25-ти справах. Першою резонансною справою Старра стала справа «Крузан проти директора Міністерства охорони здоров'я Міссурі» (англ. Cruzan v. Director, Mo. Dept. of Health), яка стосувалась права на смерть. В цій справі йшлося про Ненсі Крузан, яка опинилась у вегетативному стані після травм, отриманих внаслідок автокатастрофи. Після того, як стало очевидно, що у Ненсі Крузан практично немає шансів відновити свої ментальні здібності, її батьки попросили працівників лікарні припинити процедури штучного харчування та гідратації, що неминуче призвело б до її смерті. Працівники лікарні відмовилися задовольнити вимогу без дозволу суду.
Суд першої інстанції дозволив припинення процедур штучного харчування та гідратації, однак Верховний суд Міссурі скасував це рішення: суд визнав право відмовитися від лікування, втілене в доктрині загального права про інформовану згоду, але висловив скептицизм щодо застосування цієї доктрини в обставинах цієї справи. Врешті справа дійшла до Верховного суду США, перед яким постало питання, чи має Крузан згідно з Конституцією США право, яке вимагатиме від лікарні припинити процедури, що підтримують її життя за наявних обставин. Старр болісно розмірковував над тим, яку позицію в цій справі мав зайняти Офіс Генерального соліситора: він зустрічався з представниками сім'ї Ненсі Крузан та розмовляв про етичну сторону справи з лікарями. Аргумент Старра в цій справі зводився до того, що, можливо, люди й мають право відмовлятись від небажаного лікування, але Конституція нічого не каже з цього приводу, і тому, за доктриною належної правової процедури в штатів та місцевих урядів має бути обширна свобода формувати відповідні підходи, які в розумний мірі відображають цінності людей. Верховний суд США погодився з аргументом Старра та залишив у силі рішення Верховного суду Міссурі.
Інша резонансна справа, якою займався Старр, була справа «США проти Ейхмана» (англ. United States v. Eichman), що стосувалась спалення прапору США. У цій справі перед Верховним судом США постало питання, чи був конституційним Закон про захист прапору 1989 року, на підставі якого засудили Ейхмана, який спалив прапор США на сходах Капітолію США. Верховний суд США дійшов висновку, що закон порушував Конституцію США. Тим не менш, Старр завзято захищав конституційність закону: він стверджував, що американський прапор є унікальним національним символом, і тому, в Конгресу був законний інтерес захищати недоторканність цього прапору. Він також зазначав, що спалення прапору не несло якогось особливого повідомлення, а тому, - не підлягало захисту Першою поправкою до Конституції США, яка гарантує свободу слова. Однак аргументи Старра були відкинуті незначною більшістю суддів.
Найбільш резонансною справою в кар'єрі Старра-Генерального соліситора США називають справу «Американська федерація планування сім'ї (Південно-східна Пенсільванія) проти Кейсі» (англ. Planned Parenthood of Southeastern Pa. v. Casey). Перед Верховним судом США постало питання, чи не порушувало законодавство Пенсільванії право на аборт, яке було проголошено Верховним судом у справі «Ро проти Вейда». Пенсільванське законодавство, що розглядалось судом, вимагало, щоб жінка, яка хоче зробити аборт, дала свою інформовану згоду перед процедурою аборту, і визначало, що такій жінці має бути надана певна інформація принаймні за 24 години до проведення аборту. Крім того, у випадках, коли йшлося про неповнолітню вагітну, законодавство вимагало інформованої згоди її батьків на аборт, або відповідне судове рішення, якщо неповнолітня не бажає або не може отримати згоду батьків. На додаток, законодавство вимагало, коли йшлося про одружених жінок, щоб жінка підписала заяву про те, що вона повідомила свого чоловіка про свій намір зробити аборт.
Старр виступав на боці Пенсільванії. Його аргумент зводився до того, що право на аборт не було фундаментальним конституційним правом, і тому, рішення у «Ро проти Вейда» має бути явно або неявно скасоване. Коли ліберальні судді Верховного суду США спитали Старра, чи вважається ембріон людиною, він відповів, що в уряду США не має позиції з цього питання, і, що це питання не стосувалось питання конституційності законодавства Пенсільванії. Верховний суд підтвердив право жінки на аборт, але постановив, що штат має право ухвалити правила для покращення здоров'я чи безпеки жінки, яка хоче зробити аборт. Водночас суд зазначив, що непотрібні правила охорони здоров'я, які мають на меті або наслідком створення суттєвої перешкоди для жінки, яка бажає зробити аборт, накладають надмірний тягар на право. Зокрема, Верховний суд постановив, що положення пенсільванського законодавства, які вимагали інформованої згоди жінки та надання їй певної інформації принаймні за 24 години до аборту були конституційними. Суд також дійшов висновку, що положення, які вимагали інформованої згоди батьків неповнолітньої або відповідного судового рішення, коли неповнолітня не могла або не хотіла отримати згоду батьків, також були конституційними. Однак, щодо вимоги, щоб жінка підписала заяву, що повідомила свого чоловіка про свій намір зробити аборт, Верховний суд дійшов висновку, що така вимога накладала надмірний тягар на право на аборт, і відтак, була неконституційною.

## Розслідування Вайтвотерського скандалу

### Розслідування операцій з нерухомістю в Арканзасі
Вайтвотерський скандал почався із заяв Девіда Гейла, арканзаського юриста та судді, засудженого за шахрайство. Гейл заявляв, що президент Клінтон, будучи губернатором Арканзасу в 1985 і 1986 роках, двічі змушував його позичати гроші політично пов'язаним друзям, через інвестиційну фірму Гейла Capital Management Services. Одним з таких друзів, за словами Гейла, була С'юзан Макдуґал, яка разом зі своїм чоловіком Джеймсом інвестувала разом з Клінтонами в підприємство з будівництва будинків для відпочинку в Озарку. Гейл стверджував, що він надав компанії C'юзан Макдугал позику в розмірі 300 000 доларів, яка пізніше була частково перенаправлена на зазначене підприємство, Вайтвотерську девелоперську компанію (англ. Whitewater Development Company).
Білл Клінтон відкидав звинувачення Гейла. Тим не менш, Кен Старр втрутився у судовий процес проти Гейла на стадії застосування покарання, і звернувся до федерального окружного суду із клопотанням відкласти вирок Гейлу допоки не буде завершено розслідування щодо компанії Джеймса та С'юзан Макдуґалів, якій, за словами Гейла було надано позику. Старр зазначав, що співпраця з Гейлом прямо впливає на деякі «чутливі справи». Розслідування вивело Старра на тодішнього губернатора Арканзасу Джима Гая Такера, а також Джеймса та С'юзан Макдуґалів. Такеру та Макдуґалам булу пред'явлені обвинувачення, що стосувались серії угод з нерухомістю, які нібито включали фальшиву оцінку землі, шахрайські заявки на позику та нецільове використання федеральних коштів.
У 1996 році суд визнав Джима Гая Такера та Макдуґалів винними у шахрайстві. Після свого засудження, Джеймс Макдуґал погодився співпрацювати з Кеннетом Старром у Вайтвотерському розслідуванні. C'юзан Макдуґал відмовилась свідчити в цій справі, за що була ув'язнена на 18 місяців за неповагу до суду. Розслідування щодо Вайтвотерської девелоперської компанії згодом призвело до кількох інших розслідувань щодо інших зловживань. Щодо саме Вайтвотеру, то у 1998 році під час першого дня слухань в ході імпічмента Білла Клінтона, Старр зазначив, що в 1997 році його офіс підготував справу про імпічмент на підставі Вайтвотерського розслідування, але вирішив не давати їй хід, оскільки доказів було недостатньо.

### Розслідування смерті Вінса Фостера

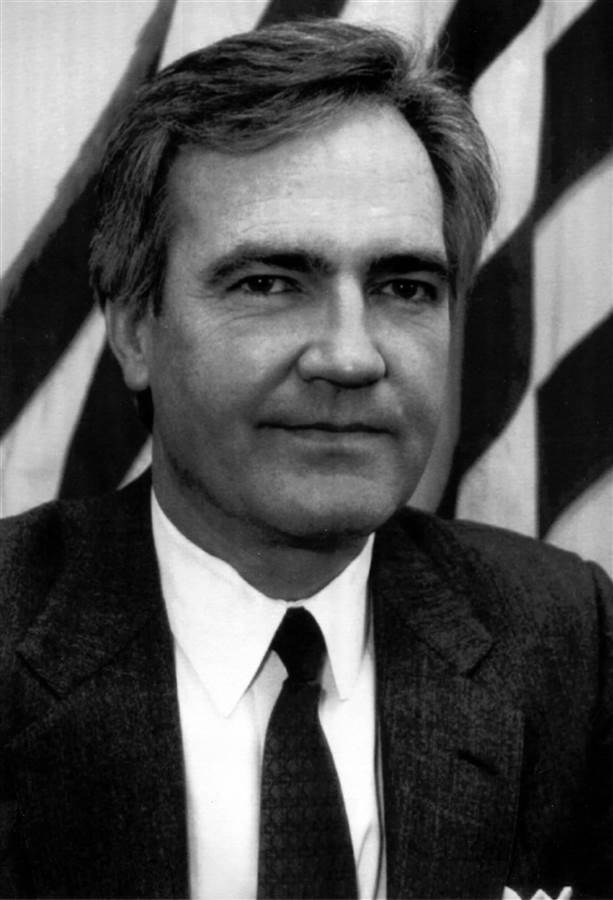
Вінс Фостер

Вінс Фостер був заступником юридичного радника Білого дому. Перед тим, як потрапити до Білого дому, Фостер був партнером у тій самій арканзаській юридичній фірмі, Rose Law Firm, де до обрання Білла Клінтона президентом США працювала його дружина Гілларі Клінтон. Тіло Фостера знайшли 20 липня 1993 року у вірджинському парку неподалік від Вашингтону. Незабаром після виявлення тіла Фостера, працівники Білого дому винесли коробки із файлами з офісу Фостера до прибуття поліції.
Поліція та Федеральне бюро розслідувань дійшли висновку, що Фостер вчинив самогубство. Цю версію також підтримали дружина та син Фостера. Однак висновки поліції та ФБР не зупинили скандалу навколо його смерті. Тодішній Генеральний прокурор США Джанет Рено призначила Роберта Б. Фіска спеціальним радником для проведення незалежного розслідування обставин смерті Фостера. У 1994 році Фіск також дійшов висновку, що Фостер вчинив самогубство, про що написав доповідь. Однак висновки Фіска також не припинили спорів навколо смерті Фостера.
Незабаром після вступу на посаду незалежного радника у розслідування Вайтвотерського скандалу, Старр оголосив, що буде повторно розслідувати смерть Фостера. Старр був уповноважений розслідувати звільнення співробітників відділу організації поїздок Білого дому. В рамках цього розслідування він дізнався, що за 9 днів до смерті Фостер зустрічався із особистим юристом з приводу звільнення співробітників відділку організації поїздок Білого дому. Намагаючись дізнатись, що Фостер сказав своєму юристу, Старр видав запит на видання рукописних записів юриста Фостера, однак суд відмовив у цьому, постановивши, що не дивлячись на смерть Фостера, його відносини зі своїм юристом захищені адвокатською таємницею. У 1997 році Старр видав доповідь, в якій підтвердив, що смерть Фостера настала внаслідок самогубства.

### Розслідування скандалу Клінтон-Левінскі

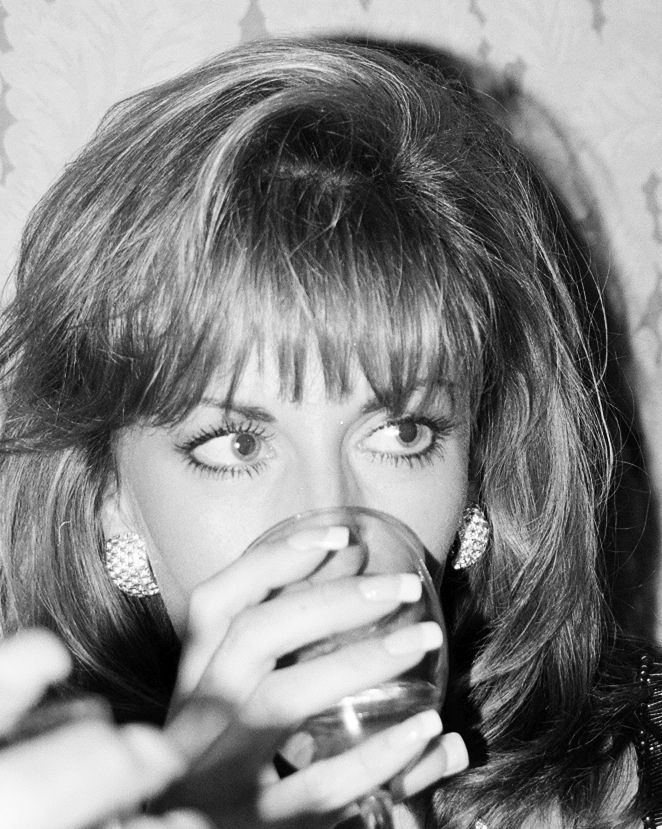
Пола Джонс

6 травня 1994 року колишня державний службовець Арканзасу Пола Джонс подала проти президента США Білла Клінтона позов, в якому звинувачувала Клінтона в сексуальних домаганнях під час інциденту, що трапився 8 травня 1991 року, коли Клінтон був губернатором Арканзасу. Суд першої інстанції постановив, що розгляд позову Джонс має бути відкладено до часу, коли Білл Клінтон перестане бути президентом США. Згодом справа дійшла до Верховного суду США, який 27 травня 1997 року постановив, що Конституція США не дозволяє президенту США відкладати розгляд справи до часу спливу його президентських повноважень.
Восени 1997 року юристи Поли Джонс дізнались від Лінди Тріпп, яка на той час була працівницею Пентагону та колишньою працівницею Білого дому, та подругою Моніки Левінскі, колишньою стажеркою, а згодом працівницею Білого дому, а потім — Пентагону, про нібито сексуальні стосунки між Левінскі та Біллом Клінтоном. У грудні 1997 року юристи Джонс назвали Моніку Левінскі потенційним свідком у справі Джонс. 7 січня 1998 року Левінскі надала письмові свідчення, в яких стверджувала, що в неї ніколи не було сексуальних стосунків з Біллом Клінтоном. 12 січня 1998 року офіс Незалежного радника отримав інформацію про те, що Моніка Левінскі намагалась неналежним чином вплинути на одного із свідків у справі Джонс, і, що сама Левінскі збиралась дати неправдиві свідчення у цій справі. Зокрема, Лінда Тріпп надала Кеннету Старру касети із записами її розмов з Монікою про стосунки Моніки та Білла Клінтона. Тріпп почала записувати розмови з Левінскі з вересня 1997 року.

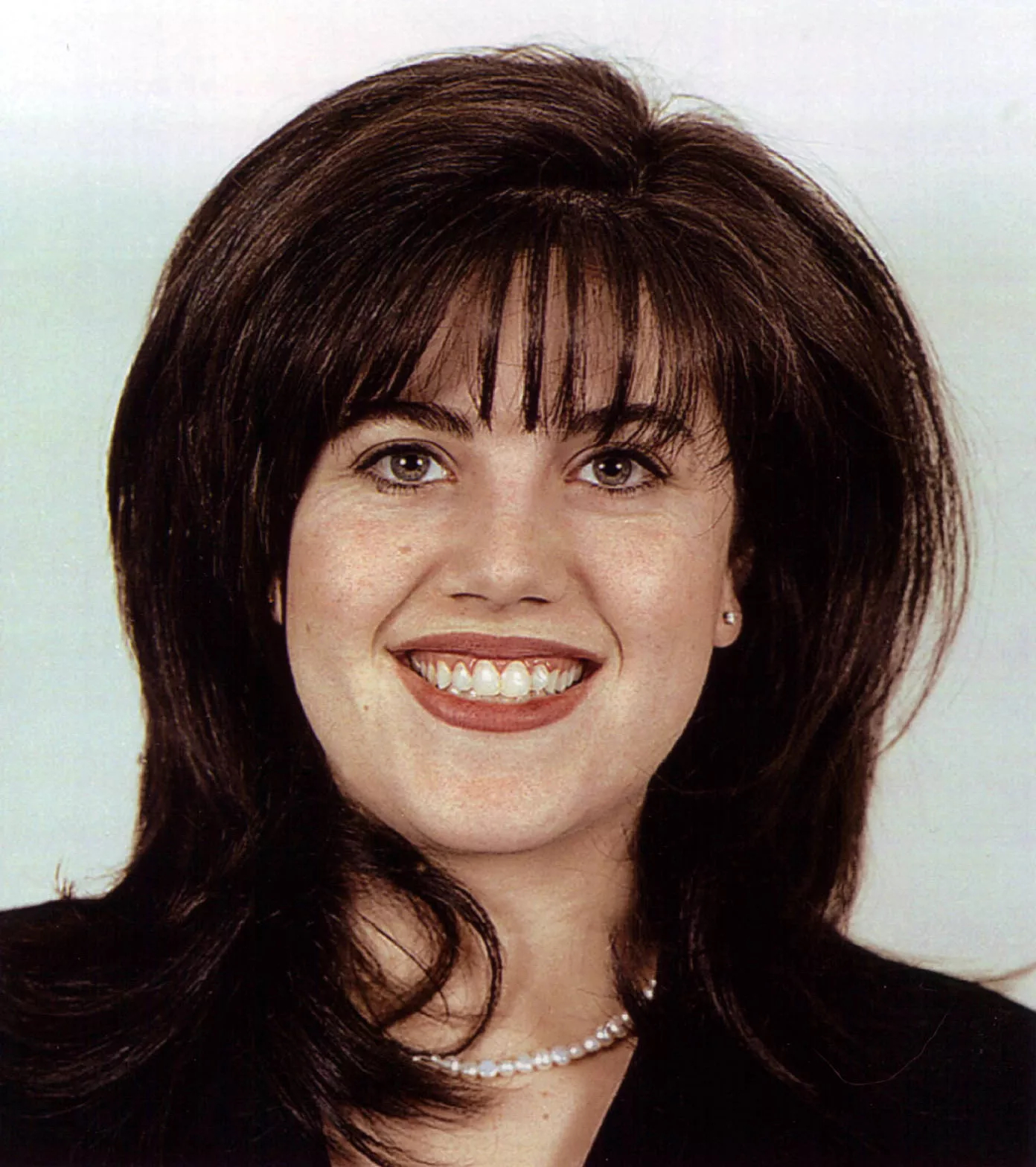
Моніка Левінскі

Офіс Незалежного радника звернувся з цією інформацією до Генерального прокурора США Джанет Рено, яка, на підставі цієї інформації, ухвалила рішення про необхідність подальшого розслідування Незалежним радником, і звернулась із відповідним клопотанням до Апеляційного суду округу Колумбія. Апеляційний суд округу Колумбія видав наказ, яким уповноважував незалежного радника з'ясувати, чи Моніка Левінскі або інші особи підбурювали до надання неправдивих свідчень, залякувала свідків, перешкоджала здійсненню правосуддя або іншим чином порушувала федеральне законодавство. 16 січня 1998 року працівники офісу Старра зустрілися із Левінскі і допитали про її стосунки з Біллом Клінтоном. 17 січня 1998 року Клінтон дав свідчення під присягою у справі Джонс. Зокрема, його питали про його стосунки з Монікою Левінскі. Під присягою Клінтон заперечив, що в нього були сексуальні стосунки з Левінскі. 21 січня 1998 року історія про Клінтона та Левінскі виходить у публічний простір: Washington Post опублікувала статтю про свідчення Левінскі в справі Джонс, про Лінду Тріпп, а також про те, що справу розслідував Кеннет Старр.

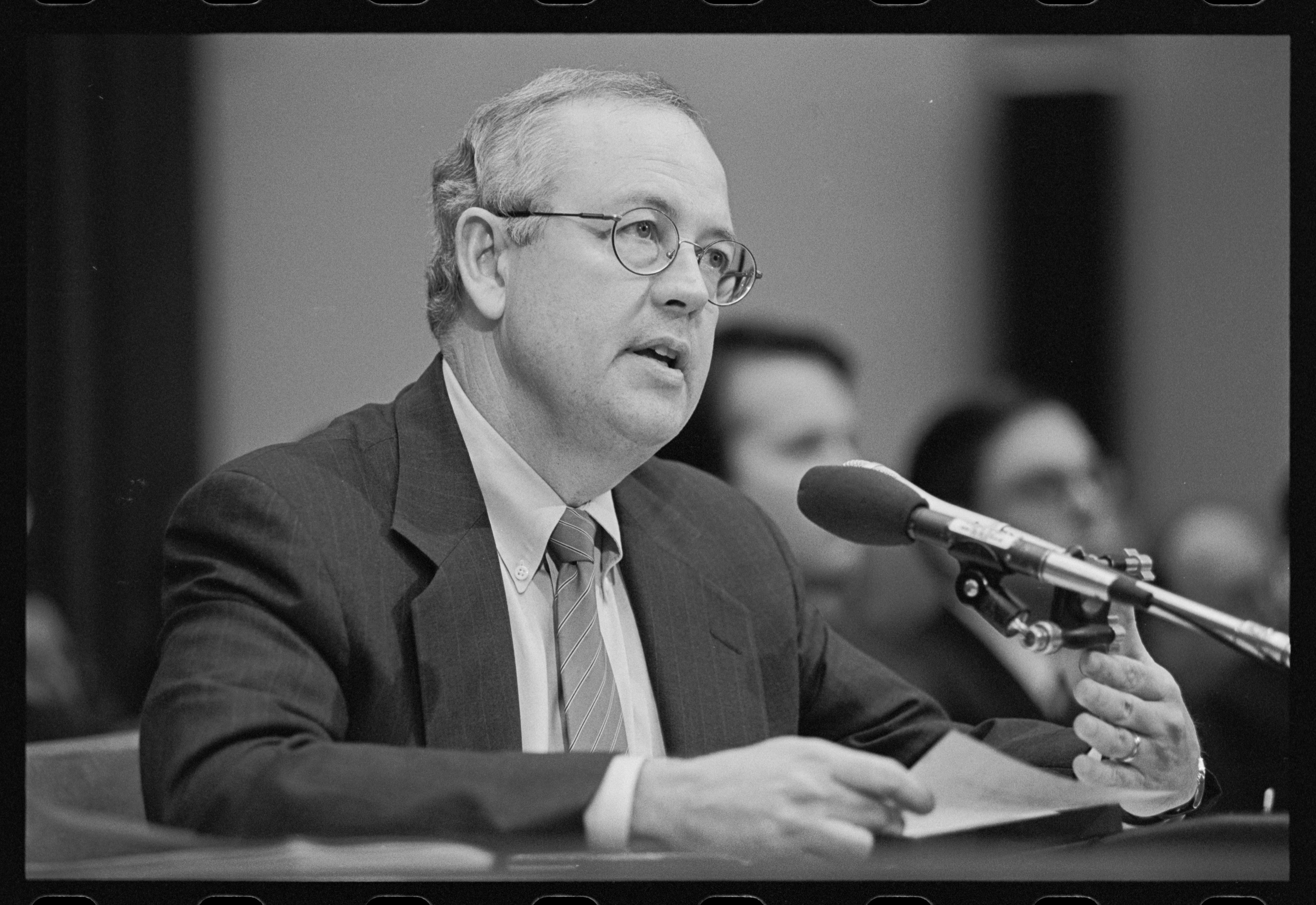
Старр свідчить перед Юридичним комітетом Палати представників США в листопаді 1998 року

1 квітня 1998 року суд першої інстанції відмовив Джонс у задоволенні позову, вказавши на те, що, навіть, якщо твердження Джонс були правдою, вони не доводять сексуального домагання, за критеріями, визначеними законом. Однак це рішення не припинило розслідування Старра. 28 липня 1998 Старр та Левінскі досягнули угоди, які давали Левінскі імунітет від кримінального переслідування. Левінскі, своєю чергою, дала свідчення про свої стосунки з Біллом Клінтоном федеральному великому журі присяжних. 17 серпня 1998 року Клінтон також дав свідчення федеральному великому журі присяжних, в якому визнав, що мав «неналежний інтимний контакт» з Левінскі, але відмовився відповідати на конкретні питання.
У вересні 1998 року Старр надіслав свій звіт про результати розслідування Палаті представників США. У звіті Старр дійшов, зокрема, наступних висновків: (1) існували суттєві та правдоподібні докази, що Білл Клінтон під присягою дав неправдиві свідчення у справі Джонс щодо його сексуальних стосунків з Монікою Левінскі; (2) існувала суттєва та правдоподібна інформація, що Білл Клінтон під присягою дав неправдиві свідчення федеральному великому журі щодо його сексуальних стосунків з Левінскі; (3) існували суттєві та правдоподібні докази того, що Клінтон намагався перешкодити здійсненню правосуддю шляхом вчинення дій, спрямованих на приховування доказів його стосунків з Монікою Левінскі у справі Джонс. Звіт Старра став підставою для імпічмента Білла Клінтона.

## Номінації та нагороди
У 1998 році разом із Біллом Клінтоном став людиною року за версією американського журналу Time.

## Особисте життя
У Старра та його дружини Еліс троє дітей: дві дочки, Синтія та Керолін, та син Рендал.

## Праці Старра

### Книги
- «Звіт Старра», 1998 (англ. The Starr Report)
- «Перший серед рівних: Верховний суд в американському житті», 2002 (англ. First Among Equals: The Supreme Court in American Life)
- «Зневага: Мемуари про розслідування Клінтона», 2018 (англ. Contempt: A Memoir of the Clinton Investigation)
- «Релігійна свобода під час кризи: сповідуючи свою віру в епоху невизначеності», 2021 (англ. Religious Liberty in Crisis: Exercising Your Faith in an Age of Uncertainty)

### Вибрані статті
- «Безперервна мережа штатного та федерального права», 1985 (англ. Seamless Web of State and Federal Law) — в журналі South Texas Law Review
- «Судовий нагляд у пост-шевронську добу», 1985 (англ. Judicial review in the post-Chevron era) — в журналі Yale Journal on Regulation
- «Спостереження щодо використання законодавчої історії», 1987 (англ. Observations about the use of legislative history) — в журналі Duke Law Journal
- «Про ліси та дерева: структуралізм у тлумаченні законів», 1987 (англ. Of Forests and Trees: Structuralism in the Interpretation of Statutes) — в журналі George Washington Law Review
- «Верховний суд, Конституція та верховенство права», 1989 (англ. The Supreme Court, the Constitution and the Rule of Law) — в журналі Judicature
- «Апеляційні суди та майбутнє федерального правосуддя», 1991 (англ. The Courts of Appeals and the Future of the Federal Judiciary) — в журналі Wisconsin Law Review
- «Вільям Говард Тафт: Голова Верховного суду як судовий архітектор», 1991 (англ. William Howard Taft: The Chief Justice as Judicial Architect) — в журналі University of Cincinnati Law Review
- «Верховний суд та федеральна судова система», 1992 (англ. The Supreme Court and the federal judicial system) — в журналі Case Western Law Review
- «Право та юристи: шлях до реформи», 1994 (англ. Law and Lawyers: The Road to Reform) — в журналі Fordham Law Review
- «Правда і правдивість», 1999 (англ. Truth and Truth-Telling) — в журналі Texas Tech Law Review
- «Закон про незалежного радника», 2000 (англ. The Independent Counsel Act) — в журналі Hasting's Law Journal
- «Роздуми про федералізм», 2000 (англ. Reflections on Federalism) — в журналі Oklahoma City University Law Review
- «Верховний суд та скорочення кількості його проваджень: привид Вільяма Говарда Тафта», 2005 (англ. The Supreme Court and Its Shrinking Docket: The Ghost of William Howard Taft) — в журналі Minnesota Law Review

## В популярній культурі
У мюзіклі «Клінтон: Мюзікл» (англ. Clinton: The Musical) Старра зіграли актори Кевін Зек та Брендан Генсон.
У третьому сезоні американського серіалу «Американська історія злочинів» під назвою «Імпічмент: американська історія злочинів» (англ. Impeachment: American Crime Story), який вийшов у 2021 році, Старра зіграв американський актор Ден Беккєдал.